# Савинський регіон
Савинський регіон (словен. Savinjska regija) — статистичний регіон в центральній Словенії. Регіон названий за назвою річки Савиня.
Межує з регіонами Корошка та Подравським на півночі, Споднєпосавським — на півдні, Засавським регіоном на південному заході, а також Осреднєсловенським регіоном на заході.

## Общини
До складу регіону входять такі общини:
Бистриця-об-Сотлі, Брасловче, Целє, Добє, Добрна, Горній Град, Козє, Лашко, Любно, Луче, Мозирє, Назарє, Подчетртек, Ползела, Преболд, Радече, Рогашка Слатина, Рогатець, Словенське Коніце, Солчава, Шентюр, Шмарє-при-Єлшах, Шмартно-об-Пакі, Шоштань, Шторе, Табор, Веленє, Витанє, Войник, Врансько, Зрече, Жалець.

## Демографія
Населення: 512 675.

## Економіка
Структура зайнятості: 47,3 % — послуги, 46,3 % — промисловість, 6,7 % — сільське господарство.

## Туризм
Регіон приваблює 10,8 % загального числа туристів у країні, більшість з них зі Словенії (58,6 %).

## Транспорт
Довжина автомобільних доріг: 61 км. Протяжність інших доріг: 2875 км.